# Setodes kythereia
Setodes kythereia là một loài Trichoptera trong họ Leptoceridae. Chúng phân bố ở vùng Indomalaya.